# Eleoúsa (ort i Grekland, Mellersta Makedonien)
Eleoúsa är en ort i Grekland.   Den ligger i prefekturen Nomós Thessaloníkis och regionen Mellersta Makedonien, i den norra delen av landet, 300 km norr om huvudstaden Aten. Eleoúsa ligger 10 meter över havet och antalet invånare är 537.
Terrängen runt Eleoúsa är platt. Runt Eleoúsa är det ganska tätbefolkat, med 78 invånare per kvadratkilometer. Närmaste större samhälle är Giannitsá, 19,0 km väster om Eleoúsa. Trakten runt Eleoúsa består till största delen av jordbruksmark.